# Dolichamphilius
Dolichamphilius is een geslacht van straalvinnige vissen uit de familie van de kuilwangmeervallen (Amphiliidae).

## Soorten
- Dolichamphilius brieni (Poll, 1959)
- Dolichamphilius longiceps Roberts, 2003